# Grande Prêmio da Austrália de 2019 (MotoGP)
O Grande Prêmio da MotoGP da Austrália de 2019 ocorreu em 27 de outubro.

## Resultados

### Classificação MotoGP
| Pos | Piloto            | Equipe                       | Moto    | Tempo     | Pontos |
| --- | ----------------- | ---------------------------- | ------- | --------- | ------ |
| 1   | Marc Marquez      | Repsol Honda Team            | Honda   | 40'43.729 | 25     |
| 2   | Cal Crutchlow     | LCR Honda CASTROL            | Honda   | +11.413   | 20     |
| 3   | Jack Miller       | Pramac Racing                | Ducati  | +14.499   | 16     |
| 4   | Francesco Bagnaia | Pramac Racing                | Ducati  | +14.554   | 13     |
| 5   | Joan Mir          | Team SUZUKI ECSTAR           | Suzuki  | +14.817   | 11     |
| 6   | Andrea Iannone    | Aprilia Racing Team Gresini  | Aprilia | +15.280   | 10     |
| 7   | Andrea Dovizioso  | Ducati Team                  | Ducati  | +15.294   | 9      |
| 8   | Valentino Rossi   | Monster Energy Yamaha MotoGP | Yamaha  | +15.841   | 8      |
| 9   | Alex Rins         | Team SUZUKI ECSTAR           | Suzuki  | +16.032   | 7      |
| 10  | Aleix Espargaro   | Aprilia Racing Team Gresini  | Aprilia | +16.590   | 6      |
| 11  | Franco Morbidelli | Petronas Yamaha SRT          | Yamaha  | +24.145   | 5      |
| 12  | Pol Espargaro     | Red Bull KTM Factory Racing  | KTM     | +26.654   | 4      |
| 13  | Johann Zarco      | LCR Honda IDEMITSU           | Honda   | +26.758   | 3      |
| 14  | Karel Abraham     | Reale Avintia Racing         | Ducati  | +44.912   | 2      |
| 15  | Hafizh Syahrin    | Red Bull KTM Tech 3          | KTM     | +44.968   | 1      |
| 16  | Jorge Lorenzo     | Repsol Honda Team            | Honda   | +1'06.045 | 0      |

### Classificação Moto2
| Pos | Piloto                | Equipe                      | Moto      | Tempo     | Pontos |
| --- | --------------------- | --------------------------- | --------- | --------- | ------ |
| 1   | Brad Binder           | Red Bull KTM Ajo            | KTM       | 38'53.277 | 25     |
| 2   | Jorge Martin          | Red Bull KTM Ajo            | KTM       | +1.968    | 20     |
| 3   | Thomas Luthi          | Dynavolt Intact GP          | Kalex     | +6.021    | 16     |
| 4   | Jorge Navarro         | Beta Tools Speed Up         | Speed Up  | +8.151    | 13     |
| 5   | Lorenzo Baldassarri   | FLEXBOX HP 40               | Kalex     | +8.806    | 11     |
| 6   | Remy Gardner          | ONEXOX TKKR SAG Team        | Kalex     | +8.955    | 10     |
| 7   | Iker Lecuona          | monday.com American Racing  | KTM       | +9.455    | 9      |
| 8   | Alex Marquez          | EG 0,0 Marc VDS             | Kalex     | +10.055   | 8      |
| 9   | Stefano Manzi         | MV Agusta Temporary Forward | MV Agusta | +10.699   | 7      |
| 10  | Tetsuta Nagashima     | ONEXOX TKKR SAG Team        | Kalex     | +11.132   | 6      |
| 11  | Marcel Schrotter      | Dynavolt Intact GP          | Kalex     | +14.353   | 5      |
| 12  | Nicolo Bulega         | SKY Racing Team VR46        | Kalex     | +14.641   | 4      |
| 13  | Jesko Raffin          | NTS RW Racing GP            | NTS       | +18.541   | 3      |
| 14  | Fabio Di Giannantonio | Beta Tools Speed Up         | Speed Up  | +20.255   | 2      |
| 15  | Bo Bendsneyder        | NTS RW Racing GP            | NTS       | +29.238   | 1      |
| 16  | Joe Roberts           | monday.com American Racing  | KTM       | +30.870   | 0      |
| 17  | Enea Bastianini       | Italtrans Racing Team       | Kalex     | +31.031   | 0      |
| 18  | Andrea Locatelli      | Italtrans Racing Team       | Kalex     | +31.764   | 0      |
| 19  | Augusto Fernandez     | FLEXBOX HP 40               | Kalex     | +33.324   | 0      |
| 20  | Sam Lowes             | Federal Oil Gresini Moto2   | Kalex     | +37.341   | 0      |
| 21  | Jake Dixon            | Gaviota Angel Nieto Team    | KTM       | +37.392   | 0      |
| 22  | Philipp Oettl         | Red Bull KTM Tech 3         | KTM       | +1'09.178 | 0      |
| 23  | Adam Norrodin         | Petronas Sprinta Racing     | Kalex     | +1'10.717 | 0      |
| 24  | Lukas Tulovic         | Kiefer Racing               | KTM       | +1'11.606 | 0      |
| 25  | Xavi Cardelus         | Gaviota Angel Nieto Team    | KTM       | +1'12.066 | 0      |
| 26  | Dimas Ekky Pratama    | IDEMITSU Honda Team Asia    | Kalex     | +1'21.622 | 0      |
| 27  | Dominique Aegerter    | MV Agusta Temporary Forward | MV Agusta | 1 volta   | 0      |

### Classificação Moto3
| Pos | Piloto              | Equipe                     | Moto      | Tempo     | Pontos |
| --- | ------------------- | -------------------------- | --------- | --------- | ------ |
| 1   | Lorenzo Dalla Porta | Leopard Racing             | Honda     | 37'45.817 | 25     |
| 2   | Marcos Ramirez      | Leopard Racing             | Honda     | +0.077    | 20     |
| 3   | Albert Arenas       | Gaviota Angel Nieto Team   | KTM       | +0.088    | 16     |
| 4   | Tatsuki Suzuki      | SIC58 Squadra Corse        | Honda     | +0.126    | 13     |
| 5   | John Mcphee         | Petronas Sprinta Racing    | Honda     | +0.330    | 11     |
| 6   | Darryn Binder       | CIP Green Power            | KTM       | +0.772    | 10     |
| 7   | Ayumu Sasaki        | Petronas Sprinta Racing    | Honda     | +1.029    | 9      |
| 8   | Tom Booth-amos      | CIP Green Power            | KTM       | +1.545    | 8      |
| 9   | Tony Arbolino       | VNE Snipers                | Honda     | +1.635    | 7      |
| 10  | Stefano Nepa        | Reale Avintia Arizona 77   | KTM       | +2.023    | 6      |
| 11  | Dennis Foggia       | SKY Racing Team VR46       | KTM       | +2.340    | 5      |
| 12  | Romano Fenati       | VNE Snipers                | Honda     | +3.723    | 4      |
| 13  | Alonso Lopez        | Estrella Galicia 0,0       | Honda     | +7.564    | 3      |
| 14  | Ai Ogura            | Honda Team Asia            | Honda     | +7.676    | 2      |
| 15  | Jakub Kornfeil      | Redox PruestelGP           | KTM       | +8.109    | 1      |
| 16  | Can Oncu            | Red Bull KTM Ajo           | KTM       | +16.735   | 0      |
| 17  | Kazuki Masaki       | BOE Skull Rider Mugen Race | KTM       | +16.744   | 0      |
| 18  | Makar Yurchenko     | BOE Skull Rider Mugen Race | KTM       | +42.326   | 0      |
| 19  | Rogan Chandler      | Double Six Motor Sport     | Kalex KTM | 1 volta   | 0      |